# Antonio Arissa
Antoni Arissa Asmarats (Barcelone, 1900 - Barcelone, 1980) est un imprimeur et photographe pictorialiste espagnol.

## Biographie
Né dans le quartier de San Andrés à Barcelone et Antoni Arissa a commencé dans la photographie en tant qu'amateur tout en travaillant dans l'imprimerie de son père. À l'âge de 22 ans, il obtient son premier prix dans le magazine Criterium. En 1924 il obtient un prix à l'Ateneo Obrero de Gijón et l'année suivante il en obtient un autre dans le deuxième arrondissement et un prix d'honneur à Figueras. Il a également obtenu des prix internationaux et organisé des expositions dans des salons tels que la Royal Photographic Society. En parallèle de son activité internationale, il a fondé l'Agrupació Fotogràfica Saint Víctor dans son District de Sant Andreu.
Il a participé au magazine Art de la Llum (es) qui se proclamait Magazine photographique de Catalogne. Ce magazine a été publié en 1933 au milieu du débat sur le statut de la Catalogne et a été publié entièrement en catalan avec une approche catalane et pictorialiste.

## Source
- (es) Cet article est partiellement ou en totalité issu de l’article de Wikipédia en espagnol intitulé « Antonio Arissa » (voir la liste des auteurs).